# 1973 في المغرب
الأحداث في العام 1973 في المغرب.

## الحكم
- الملك – الحسن الثاني.
- رئيس الحكومة – أحمد عصمان.
- وزير الداخلية – محمد بنهيمة.

## الأحداث
- 1973 – عبد السلام ياسين أسس جماعة العدل والإحسان لتصبح أكبر تنظيم إسلامي معارض في المغرب.[1]
- 1973 – أصدر الملك الحسن الثاني أمره العسكري للجيش المغربي للمشاركة في حرب الجيوش العربية ضد إسرائيل.[2]
- 13 يناير 1973 – عُين إدريس البصري على رأس الإدارة العامة لمراقبة التراب الوطني (الاستخبارات الداخلية).[3]
- أنشأ البروفيسور عبد اللطيف بربيش أول مركز لغسيل الكلى بالمملكة سنة 1973.[4]
- 3 مارس 1973 – أحداث مولاي بوعزة. أحداث مسلحة وقعت في الأطلس المتوسط في المغرب سنة 1973 بغرض ثوري.

## الرياضة
- فاز النادي القنيطري – بالدوري المغربي لكرة القدم 1972–73.
- فاز نادي الفتح الرباطي – بكأس العرش المغربي

## كتب
- كتاب: تحليل نظام الأمم المتحدة – المؤلف: المهدي المنجرة.
- كتاب: أضواء على مشاكل التعليم في المغرب – المؤلف: محمد عابد الجابري.
- كتاب: شقراء الريف : وقصص أخرى من قصص الكفاح الوطني – المؤلف: عبد العزيز بنعبد الله.
- كتاب: جدل حول العرب – المؤلف: محمد العربي المساري.
- كتاب: مظاهر يقظة المغرب الحديث – المؤلف: محمد المنوني.
- «حركات المعارضة في المغرب من المقاومة وجيش التحرير» (أطروحة دكتوراه في سنة 1973). – المؤلف: زكي مبارك (مؤرخ).
- يد المحبة (مجموعة قصصية) – المؤلف: أحمـد عبد السلام البقالي.
- حرودة (رواية) – المؤلف: الطاهر بن جلون.
- ضحايا الحب (رواية) – المؤلف: محمد بن التهامي.
- الهاربة (رواية) - المؤلف: محمد سعيد الرجراجي.
- النباش (رواية) - المؤلف: محمد خير الدين.
- أنات جريحة (ديوان) - المؤلف: حسن بوشو.
- حينما يورق الجسد (ديوان) - المؤلف: رشيد المومني.
- أعاصير الحزن والفرح (ديوان) - المؤلف: عبد اللطيف بنيحيى.
- الشوق للإبحار (ديوان) - المؤلف: محمد عنيبة الحمري.
- أصنام الشر (ديوان) - المؤلف: مصطفى الزباخ.[5]

## أفلام
- الصمت اتجاه ممنوع (فيلم) – للمخرج: عبد الله المصباحي.
- أحداث بدون دلالة (فيلم) – للمخرج: مصطفى الدرقاوي.
- ماء الحياة (فيلم) – للمخرج: عبد الرحمان ملين

## جوائز
- حاز الأديب المغربي إدريس الشرايبي على جائزة إفريقيا المتوسطية على مجموع أعماله سنة 1973.
- أحرز الممثل الكغربي أحمد الطيب العلج جائزة المغرب في الآداب سنة 1973.

## مواليد
- عمر بلافريج، (سياسي مغربي).
- سعيد التغماوي، ممثل وكاتب سيناريو فرنسي أمريكي من أصول مغربية.
- عبد الله الطايع، (كاتب مغربي).
- فاطمة العاتق، (سياسية هولندية من أصول مغربية).
- يوسف روسي، (لاعب كرة قدم مغربي).
- محمد مروازي، (ممثل ومخرج مغربي).
- رفيق بوبكر، (ممثل مغربي).
- حسان كشلول، (لاعب كرة قدم مغربي).
- نجاة الوافي، (ممثلة ومذيعة مغربية).
- هشام أرازي، (لاعب كرة مضرب مغربي).
- لبنى أزابال، (ممثلة بلچيكية من أصول مغربية).
- هشام بهلول، (ممثل مغربي).
- أنس الدكالي، (أستاذ وسياسي مغربي).
- سعيد النجيمي، (حكم كرة قدم فرنسي من اصول مغربية)
- عصيد حسين، (فنان تشكيلي ورسام كاريكاتير مغربي).
- نادية فارس، (ممثلة فرنسية اصول مغربية).
- نينا مغربي، ( ممثلة وإعلامية إنجليزية من أصل مغربي).
- رشيد بوطيب، (كاتب روائي مغربي).